# Аревало Мартинес, Рафаэль

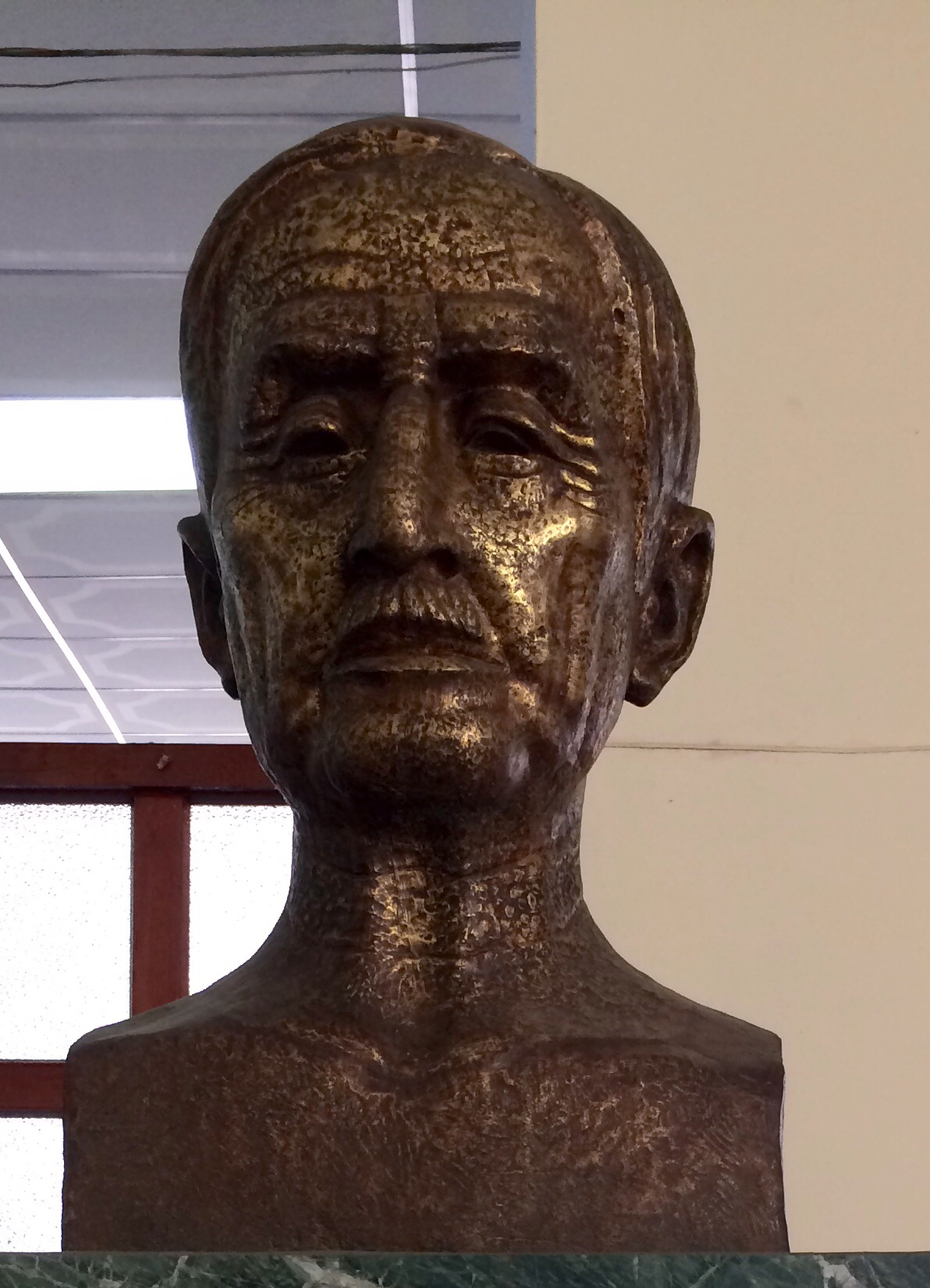
Бюст Рафаэля Аревало Мартинеса в Национальной библиотеке Гватемалы

Рафаэль Аревало Мартинес (25 июля 1884, Кесальтенанго — 12 июня 1975, г. Гватемала) — гватемальский писатель
, поэт, журналист, историк, биограф, дипломат, представитель Гватемалы в Организации американских государств (с 1946), директор национальной библиотеки Гватемалы (1926—1946). Член Гватемальской академии языка. Член Академии географии и истории Гватемалы.

## Творчество
Один из предшественников магического реализма.
Автор ряда романов и новелл, в том числе «Мануэль Альдаио» (1922), «Одна жизнь» (1914), роман-памфлет «Контора мира Ороландии» (1925), сборников рассказов «Человек, похожий на лошадь» (1915), «Господин Монитот» (1922), поэтического сборника «Розы Энгадди» (1921).

## Избранные произведения

### Поэзия
- Maya (1911)
- Los atromentados (1914)
- Las rosas de Engaddi (1921)
- Llama y el Rubén poseído por el Deus (1934)
- Por un caminito así (1947)
- Poemas (1965)

### Проза
Сборники рассказов
- El hombre que parecía un caballo (1914)
- El señor Monitot (1922)
- Cratilo y otros cuentos (1968)
- Cuarto contactos con sobrenatural y otros relatos (1971)

Новеллы
- Concepción del Cosmos (1965)

Пьесы
- Los duqes de Endor (1940)
- El hijo pródigo (1958)

Биографии
- Ecce Pericles (1939) — биография диктатора Мануэля Эстрада Кабреры
- Ubico (1984)

Автобиография
- Narración sumaria de mi visa (1968)

## Награды
- Орден Кетцаля
- Орден Рубена Дарио